# Kostümball

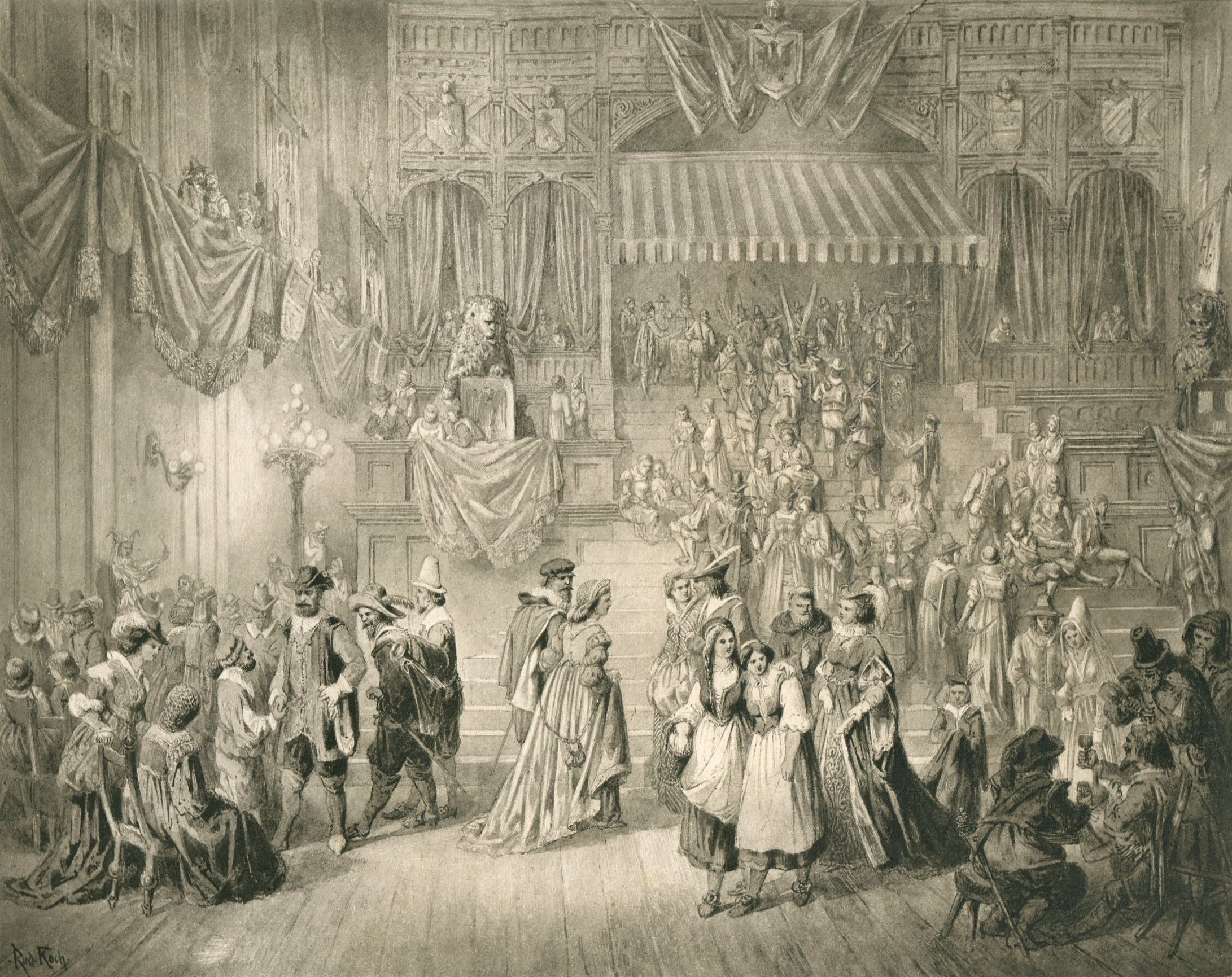
Rudolf Koch: Kostümfest in Hamburg 1873

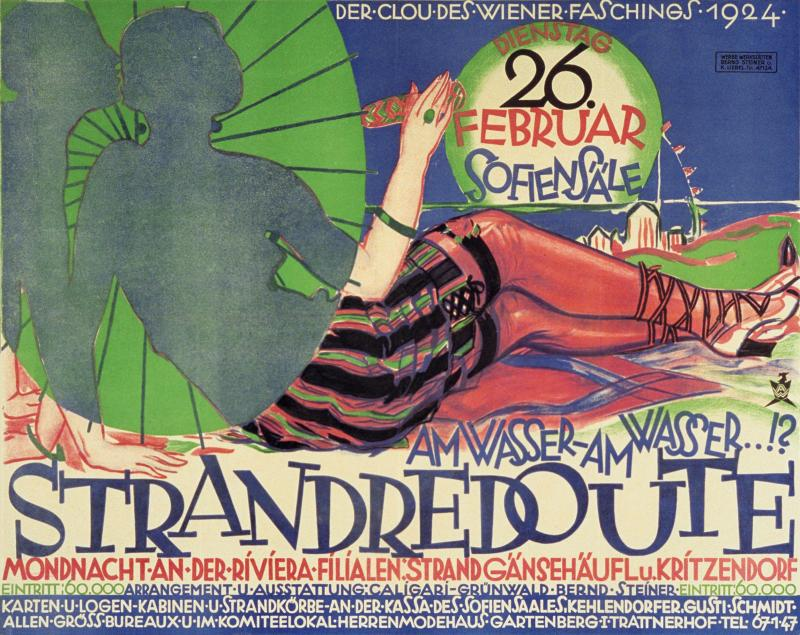
Bernd Steiner: Strandredoute in Wien (1924)

Ein Kostümball, auch Kostümfest, sowie Maskenball bzw. Redoute, ist eine Veranstaltung, die häufig zu Karneval und Fastnacht, aber vor allem im Fasching stattfindet. Besonders beliebt sind Kostüm-Partys auch in den USA, wo Erwachsene und Jugendliche, die zu alt sind, um Süßigkeiten zu erbetteln, Halloween kostümiert feiern.

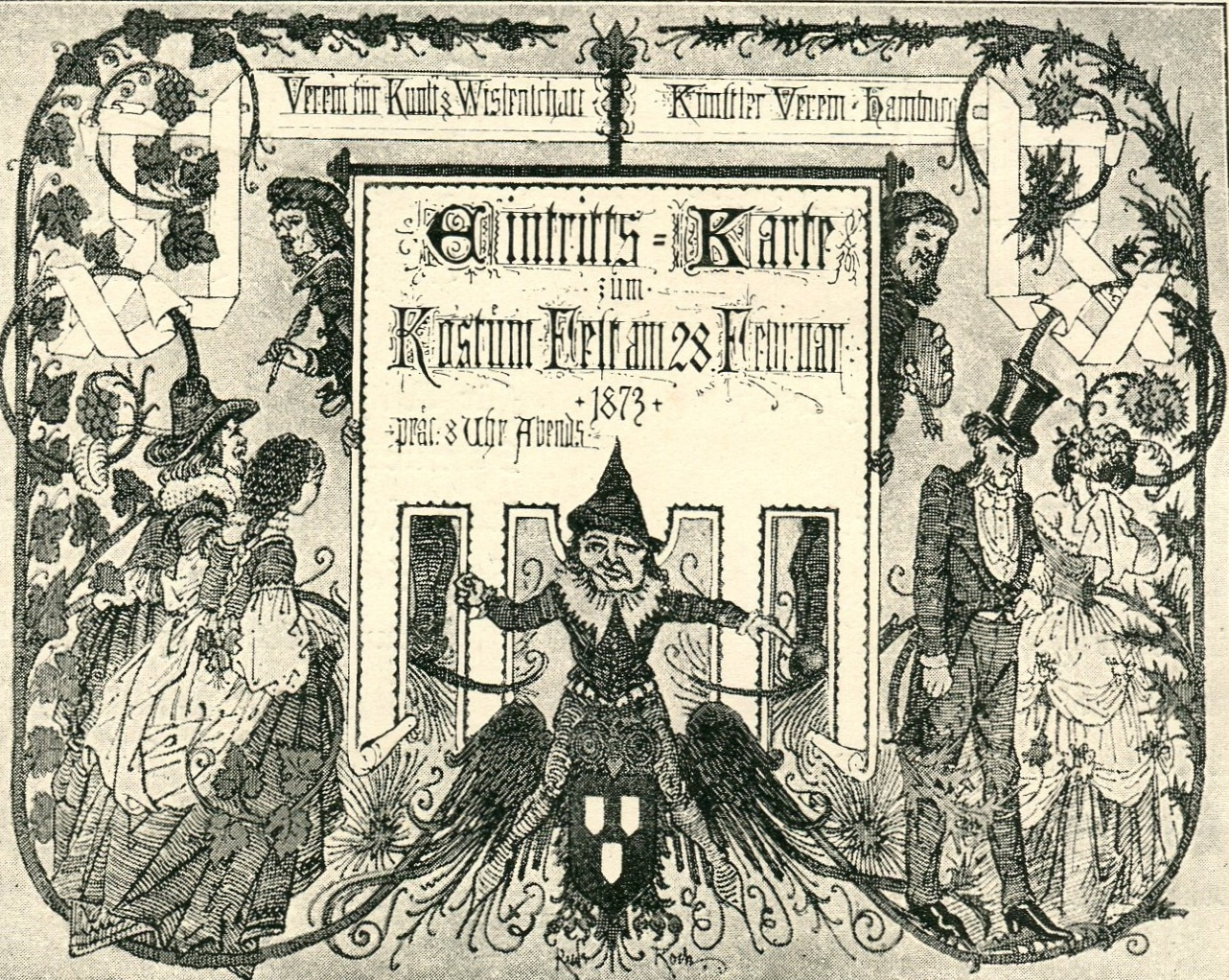
Eintrittskarte für ein Hamburger Kostümfest 1873

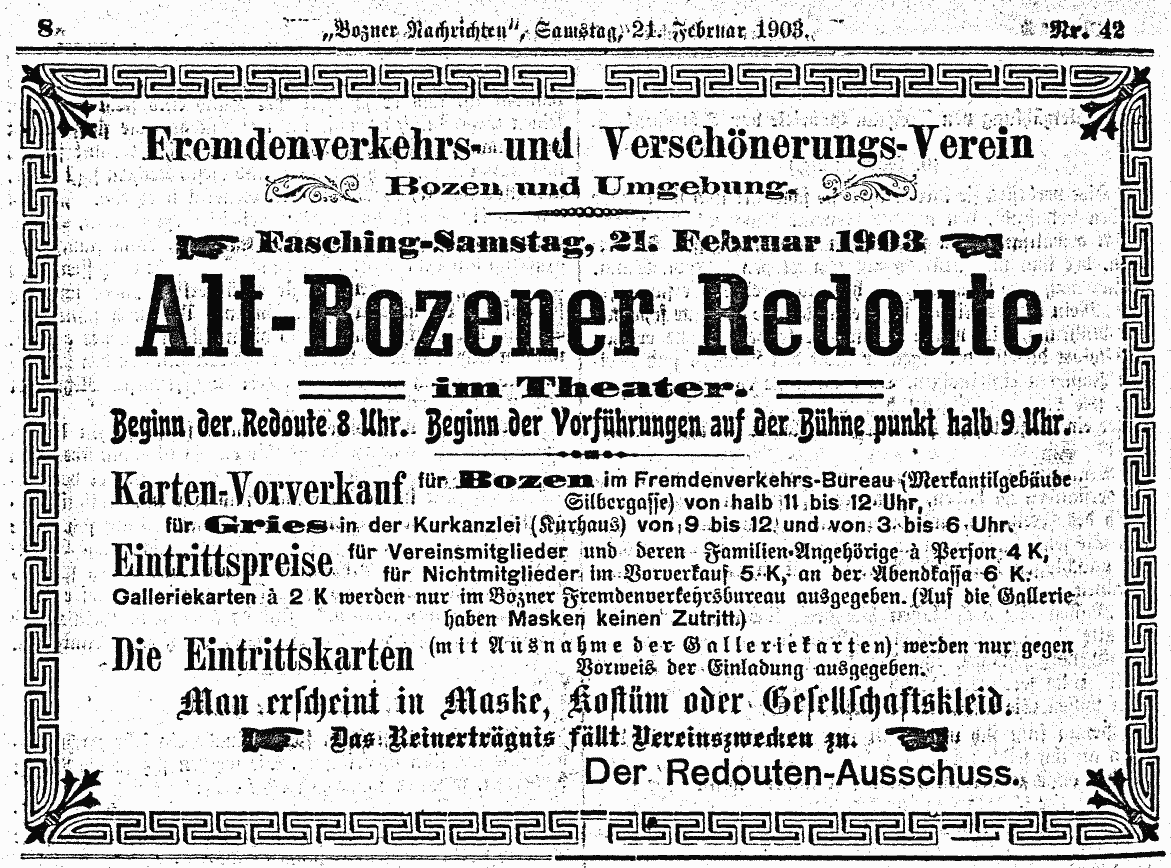
Ankündigung einer Bozener Redoute 1903

Diese Bälle werden auf unterschiedliche Art und Weise gefeiert. Allen gemeinsam ist, dass die Gäste kostümiert erscheinen:
- Die Gäste verkleiden sich, um unerkannt neue Bekanntschaften zu knüpfen.
- Eine Festveranstaltung mit Unterhaltungsmusik, auf der die kostümierten Gäste durch eine Jury bewertet werden, wobei hier oftmals zwischen Gruppen- und Einzelkostümierungen unterschieden wird.
- Bei Halloween-Partys geht es hauptsächlich darum, eine möglichst gruselige Verkleidung zu tragen.
- Ein Ball im Fasching, bei dem nur Damen mit Gesichtsmaske zugelassen sind (keine vollständige Kostümierung). Herren gehen in Smoking, Frack oder Uniform. Besonders solche Veranstaltungen werden als Maskenball bezeichnet. In Österreich werden sie Redoute [reˈdut] genannt.
Die Rudolfina-Redoute, der größte Couleurball Österreichs, findet seit 1912 statt.
- Ein Gschnas ist in Österreich meist ein Kostümball ohne elegante Abendgarderobe, im Gegensatz zum Ball oder zur Redoute.

An einigen Veranstaltungen sind auch unmaskierte Gäste zugelassen. Sie zahlen aber meist einen höheren Eintrittspreis.